# Нижняя Александровка
Ни́жняя Алекса́ндровка — село в составе Минераловодского района (городского округа) Ставропольского края России.

## География
Расстояние до краевого центра: 160 км (по прямой 96 км). Расстояние до районного центра: 55 км (по прямой 35 км).

## История
В документах архивного фонда Исполнительного комитета Ставропольского Губернского совета рабочих, крестьянских и красноармейских депутатов в списке вновь возникших населённых пунктов Нагутской волости Александровского уезда за 1922 год имеются сведения о том, что хутор Александровский 1 и хутор Весёлый образованы в сентябре 1922 года. Основание Р — 163, ОП 1, Д- 515 , ЛЛ- 52 , 52 ОБ.
В списке населённых мест Северо-Кавказского края в Курсавском районе на 1925 год значится Александровский сельсовет.
В 1935 г. утверждена новая сеть районов Северо-Кавказского края Александровский, сельский совет вошёл в состав Нагутского района.
В 1953 г. в связи с упразднением Нагутского района, Александровский сельсовет перешёл в Курсавский район.
На основании указа президиума Верховного совета РСФСР от 1 февраля 1963 г. Курсавский район упразднён, Александровский сельский совет передан в состав Минераловодского района.
В 1972 г. Указом Президиума ВС РСФСР хутора Александровский 1-й, Александровский 2-й и Весёлый, фактически слившиеся в единый населённый пункт — переименованы в село Нижняя Александровка.
Решением крайисполкома № 304 от 27 марта 1972 г. Александровский сельсовет переименован в Нижнеалександровский.
До 2015 года село было административным центром упразднённого Нижнеалександровского сельсовета.

## Население
| 1989 | 2002  | 2010  | 2014  | 2021  |
| ---- | ----- | ----- | ----- | ----- |
| 1242 | ↗1475 | ↗1588 | ↘1500 | ↘1489 |

По данным переписи 2002 года, 83 % населения — русские.

## Инфраструктура
- Дом культуры[9].

## Образование
- Детский сад № 15 «Колосок»[10].
- Средняя общеобразовательная школа № 4[11].
- Детский дом № 1 «Колосок»[12].

## Экономика
- Сельхозпредпиятие «Победа».

## Памятники
- Братская могила 10 советских воинов, погибших в боях с фашистскими захватчиками. 1942—1943, 1952 годы[13].